# Субія (народ)
Субія (масубія, басубія, есісубя, суп'я, чіквахане) — народ групи банту у Південній Африці.

## Розселення, чисельність і мова
Люди субія проживають на крайньому півдні Замбії (5,5 тис. осіб, згідно з переписом 1969 року) і прикордонні з Ботсваною (12 тис. осіб) та Намібією (5,9 тис. осіб).
Загальна чисельність у наш час[коли?] — бл. 30 тис. осіб (оцінка).
Мова субія — чіквахане належить до центральної групи мов банту. Зараз мовою субія розмовляють деякі сусідні менші етнічні спільноти.

## Дані про історію та релігію
Народ субія є маловивченим. З етнічної історії відомо, що аж до кінця XIX століття субія перебували під впливом королів лозі.
Субія сповідують традиційну релігію (культ предків, анімізм), також є християни.